# 少城时代
少城時代，全稱北京少城時代文化傳播有限公司，是一家位於北京的演藝經紀公司，业务涉及艺人经纪、唱片制作、演出宣传等领域。该公司由中国大陆歌手张靓颖和当时的男友冯轲共同创立。
张靓颖和冯轲分手后，现已退出少城时代另成立个人公司。

## 旗下藝人
| 女藝人 | 女藝人 | 女藝人 |
| ------ | ------ | ------ |
| 陈明憙 | 韩东   | 劉美麟 |
| 張力尹 | 文薇   | 许馨文 |
| 陈雪凝 | 池赫拉 | 贾天双 |
| Yamy   |        |        |
| 男藝人 |        |        |
| 王錚亮 | 胡家豪 | 謝帝   |
| 許振耀 | 苏立生 | 裘继戎 |
| 邓超元 | 夏瀚宇 |        |

## 已解約藝人
- 曹格[3]
- 张靓颖
- 潘辰
- 王晰
- 梁博
- 張碧晨

## 外部連結
- 少城时代官方网站